# Miedwiedica (dopływ Donu)
Medvedica (ros. Медведица́) – lewy dopływ Donu mający swe źródła w obwodzie saratowskim i wpadający do Donu powyżej miejscowości Serafimowicz, przez którą w czasie II wojny światowej przebiegał Front Doński.